# Никола Зорић (глумац)
Никола Зорић (Нови Бечеј, 1829—Земун, 1. јануар 1894) био је српски глумац и редитељ из 19. века у тренутку када се културни и уметнички живот будио код Срба у Војводини.

## Културни живот у Војводини
Прилике у Војводини 1860. године нису биле увек најсветлије, али са друге стране у овом добу најављују се неке друге тежње, долазе нови људи што и сам живот Срба у Војводини подиже из мрака. Појављује се све више делатника у култури и уметности, што доприноси и самом политичком животу. У Новом Бечеју (тада Врањево) се 1860. оснива добровољно позоришно друштво под управом Јована Кнежевића. У том првом друштву били су Димитрије Ружић, Димитрије Марковић, Васа Марковић, Коста Хаџић, Јован и Андрија Путић, Драгиња Поповић, Ђура и Милева Рајковић и Никола Зорић. Наредне године склапа се у Новом Саду одбор под председавањем Стевана Брановачког, који издаје позив за прилагање за оснивање сталног српског народног позоришта у Новом Саду. Позориште ће заиста и бити основано 1861. године и први управник биће Јован Ђорђевић. Позориште ће врло брзо стећи велики углед и славу, а српским глумцима ће се многи дивити и од њих учити. Никола Зорић заузео је своје место међу овим глумцима.

## Биографија
Родио се као син воденичара у Новом Бечеју где је завршио основну школу. Био је прво ћурчијски шегрт, па трговачки момак у Новом Саду, а затим трговац у свом родном месту. Ту су га мобилисали и ратовао је у тзв. италијанској војни, у рату Аустрије са Наполеоном III. У бици код Солферина 24. јуна 1859. године био је, као аустријски хусар, рањен о стране француског војника.

## Позоришна каријера
Када се после рата врати кући одмах се придружује позоришном друштву Јована Кнежевића 1860. године и са њим долази у Нови Сад. Што се тиче његових улога ретко када су биле главне у комаду. Често је тумачио ликове краљева, дворских саветника, стараца, свекрова, француских племића, а често је играо и кнеза Лазара. Играо је  народне јунаке, за које је одговарао високим и развијеним стасом и дубоким гласом. Публика и критичари су га волели и он сам се стално усавршавао. Касније је прешао на тумачење карактерних и комичних улога и био један од најбољих глумаца тог фаха на новосадској сцени.
У Земун се доселио 1883. године када му се ћерка Љубица ту удала за шпедитера Кузмана Дабишића, а са њим је дошла и његова жена Наталија. У Земуну је живео мирно и повучено, али је своју љубав према позоришту и ту неговао. Био је редитељ Српског добровољног позоришног земунског друштва и пуно га је унапредио трудећи се да свака представа испадне добра. Ту је имао и своје ученике међу којима су били Сава Пушић, потоњи управник земунске штедионице и Стеван Крецул, земунски трговац.
Никола Зорић водио је један занимљив живот, био је сиромашни шегрт, а остало је записано да је 1848. године лупао у добош и подизао људе да се дижу на устанак. Након тога нашао се рањен на италијанском бојишту, да би живот након тога провео мирно као глумац и редитељ тек постављених позоришта. Свакако је оставио трага и допринео уздизању културног живота Срба у Војводини у време Аустријске владавине овим деловима.